# Безгачиха
Безгачиха — деревня в Бабушкинском районе Вологодской области.
Входит в состав Подболотное сельское поселение, с точки зрения административно-территориального деления — в Подболотный сельсовет.
Расстояние по автодороге до районного центра села имени Бабушкина — 110 км, до центра муниципального образования Кокшарки — 2,5 км. Ближайшие населённые пункты — Бучиха, Коршуниха, Суздалиха, Сосновка.
Население по данным переписи 2002 года — 199 человек (91 мужчина, 108 женщин). Всё население — русские.
В Безгачихе расположен памятник архитектуры амбар Южакова.